# Europastraße 982
Die Europastraße 982 (kurz: E 982) ist eine relativ kurze Europastraße, die die wichtige türkische Hafenstadt Mersin an das Netz der Europastraßen anbindet.

## Verlauf
Die Europastraße 982 beginnt in Mersin und verläuft von dort ostwärts auf der Autobahn O-51 nach Tarsus. Am Autobahnkreuz Tarsus-Ost (O-21/O-51) schließt die E 982 an die Europastraße 90 an.